# Олена Романівна
Олена Романівна (пом. після 1241) — руська (давньоукраїнська) княжна, дочка Великого князя Київського Романа Мстиславича та його першої дружини Предслави Рюриківни, дочки Великого Київського князя Рюрика Ростиславича.

## Біографія
Одружена з князем св. Михайлом Всеволодовичем, що займав князівства переяславське, чернігівське, був князем київським з березня 1238 по літо 1239 р.
Подружжя мало сина Ростислава Михайловича, князя новгородського (1230—1231), галицького (1237—1238), який у 1238—1245 рр. боровся з королем Данилом за Галич та був двоюрідним братом Короля Русі Льва І.
Олена Романівна разом із чоловіком і сином вважали Данила Романовича та Василька Романовичами бастардами, що неправедно претендують на спадок Романа Мстиславича, бо народилися до насильного постриження в черниці матері Олени, княжни Предслави Рюриківни.
Взаємини княжни Олени зі зведеними братами мали періоди конфронтації та замирення. Після втечі 1239 р. від наступу татар князів Михайла і Ростислава до Угорщини князь Ярослав Інгваревич захопив Олену Романівну, яку у нього забрали Данило і Василько, утримуючи у великій честі. Після повернення Михайла і Ростислава вони віддали їм свою сестру, надавши в управління Луцьк. Після захоплення 1240 р. монголо-татарами Києва та просування орди до Волині князь Михайло втік з Оленою у Німеччину. У місті Середа їх пограбували, повбивавши челядь. Ймовірно, тоді княжна Олена загинула.

## Сім'я
- Батько: Роман (бл. 1152—1205), князь новгородський (1168—1170), володимирський (1170—1187, 1188—1205), галицький (1187—1188, 1199—1205), великий князь київський (1204)
- Брати і сестри:
  - Федора (?—після 1200) ∞ Василько, галицький княжич-бастрад
  - Данило (1202—1264), князь галицький (1205—1206, 1211—1212, 1230—1232, 1233—1234, 1238—1264), володимирський (1205—1208, 1215—1238), київський (1239—1240), галицько-волинський (1238—1264), король Русі (1253—1264)
  - Василько (бл. 1205—1269), князь белзький (1207—1211), берестейський (1208—1210, 1219—1228), перемильський (1209—1219), пересопницький (1225—1229), луцький (1229—1238), володимирський (1238—1269)
  - Саломея (бл. 1204/1205—1235) ∞ Святополк II, східнопомеранський князь